# Keith Lee
Pour les articles homonymes, voir Lee.
Pour le catcheur, voir Keith Lee (catch).
Keith Lee (né le 28 décembre 1962 à West Memphis, Arkansas) est un joueur américain de basket-ball.

## Biographie
Keith Lee est issu de West Memphis High School, dont la génération 1979-1980 est considérée comme une des meilleures puisqu'invaincue en 30 rencontres et malgré la draft de Michael Cage, elle termine l'exercice suivant sur le même bilan.
Il intègre NCAA à l'université de Memphis en 1981. Pendant les quatre années avec Lee, les Tigers de Memphis présentent un bilan de 104 victoires pour 24 défaites, permettant trois titres de la Metro Conference et quatre qualifications au tournoi final NCAA, dont une apparition au Final Four en 1985. Lee est nommé quatre fois dans le meilleur cinq de la Metro Conference et finit sa carrière à Memphis comme meilleur scoreur historique de l'université avec 2 408 points (18,8 points de moyenne) meilleur rebondeur historique avec 1 336 rebonds (10,4). Son maillot numéro 24 est retiré par son université.
Il est sélectionné par les Bulls de Chicago au 11e rang de la draft 1985 et transféré le jour-même avec Ennis Whatley aux Cavaliers de Cleveland en échange de Charles Oakley et Calvin Duncan. Après deux saisons dans l'Ohio, il est transféré en compagnie de John Bagley aux Nets du New Jersey en échange de James Bailey et Darryl Dawkins le 8 octobre 1987 mais ne participe pas à la saison NBA 1987-1988 en raison d'une blessure à la jambe et doit attendre la saison suivante pour jouer avec les Nets. Ceux-ci le laissent libre pour la draft d'expansion qui le fait choisir par le Magic d'Orlando le 15 juin 1989, mais sans jamais jouer pour la franchise floridienne. Il effectue sa meilleure année statistique lors de sa saison rookie avec 7,4 points de moyenne en 58 rencontres. En trois ans, il cumule 1 114 points (6,1 de moyenne), 861 rebonds (4,7) et 110 contres (0,6) en 182 rencontres.
Après sa carrière NBA, il continue la compétition dans les ligues mineures en USBL (Suncoast Sunblasters en 1991, Memphis Fire en 1994 et Jackson Jackals en 1985) et CBA (Thrillers de Rapid City en 1991-1992) ainsi qu'en Argentine (Independiente de Neuquén en 1992-1993).
Lee obtient en décembre 2008 un diplôme d'études interdisciplinaires. Il est entraîneur à Shelby County Schools high school.

## Distinctions personnelles
- Meilleur joueur de la Metro Conference (1982, 1985)
- Meilleur cinq de la Metro Conference (1982, 1983, 1984, 1985)